# Villa General San Martín
Villa General San Martín é uma cidade da Argentina, localizada na província de San Juan